# Ghana Airways
Ghana Airways war von 1958 bis 2004 die nationale Fluggesellschaft Ghanas mit Sitz in Accra und Basis auf dem dortigen Kotoka International Airport.

## Geschichte
Die Fluggesellschaft wurde am 4. Juli 1958 gegründet und nahm am 15. Juli 1958 den Betrieb auf. Sie sollte den inländischen und den internationalen Service von West African Airways übernehmen. Die inländischen Strecken wurden im September 1991 eingestellt.
Zu Beginn der 2000er Jahre charterte Ghana Airways einen Airbus A330 von der kanadischen Gesellschaft SkyService Airlines und eine McDonnell Douglas MD-11 von der US-amerikanischen World Airways für den Betrieb nach Nordamerika. Ende 2003 fiel eine DC-10 aus, da die Gesellschaft den Wartungsverpflichtungen nicht mehr nachkommen konnte. Im Ergebnis musste Ghana Airways einen großen Teil seiner Langstreckenflüge bis zum Erwerb einer DC-10 der Hawaiian Airlines absagen.
Vom 28. Juli 2004 an war Ghana Airways von Flügen in die USA ausgeschlossen, da die Gesellschaft die Sicherheitsauflagen nicht erfüllen konnte. Am 13. August 2004 wurde der Ticketverkauf eingestellt.
Ghana Airways hat in der Folge sämtliche Aktivitäten eingestellt und ist durch Ghana International Airlines ersetzt worden, ein Public Private Partnership-Unternehmen, das jedoch seit Mai 2010 ebenfalls insolvent ist.

## Flugziele
Ghana Airways flog nach Nordamerika, Europa, Afrika, und in den Nahen Osten. Bis zum Ende des Flugbetriebs wurden in Deutschland Hamburg und Düsseldorf direkt angeflogen.

## Flotte

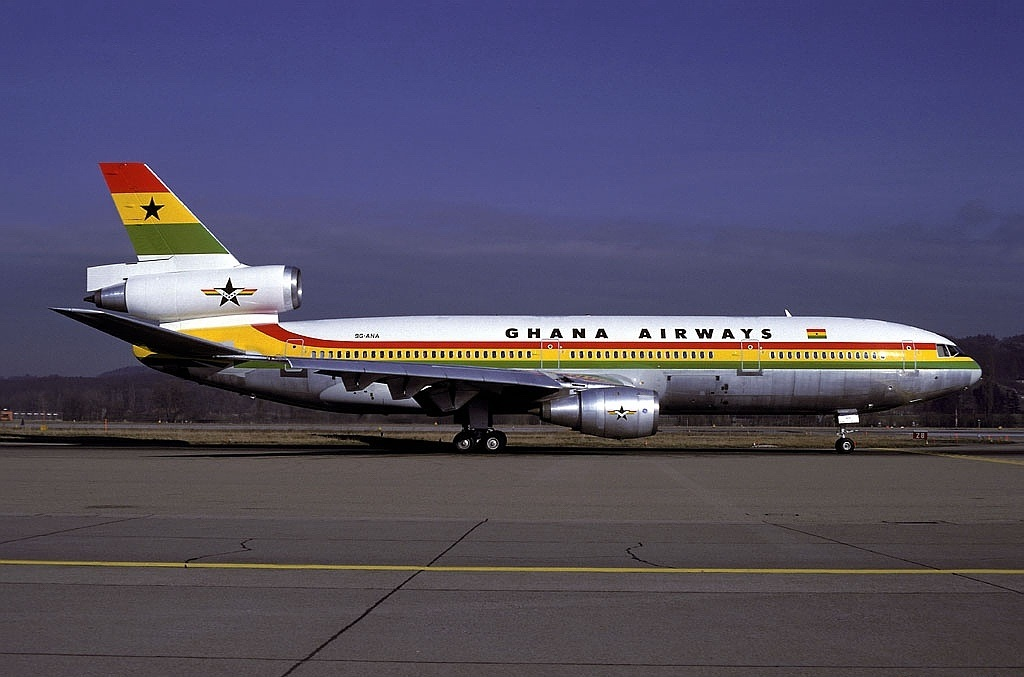
Eine DC-10 der Ghana Airways

### Flotte bei Betriebseinstellung
Vor Einstellung des Flugbetriebs bestand die Flotte der Ghana Airways aus zehn Flugzeugen:
- 1 Airbus A320-200
- 1 Airbus A330-300
- 7 McDonnell Douglas DC-10-30
- 1 McDonnell Douglas MD-11

### Zuvor eingesetzte Flugzeuge

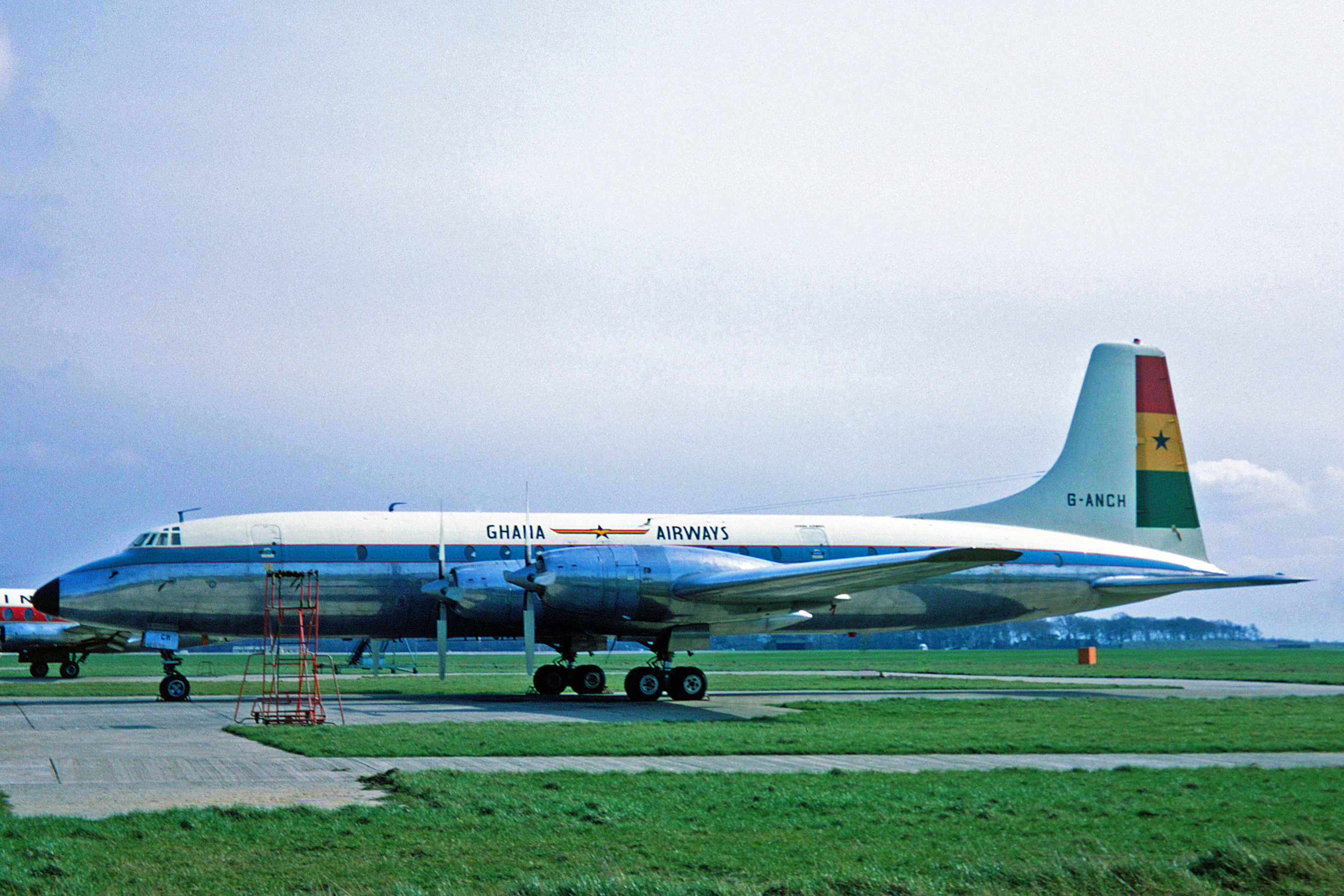
Eine Bristol Britannia der Ghana Airways

Ghana Airways setzte u. a. folgende Flugzeugtypen ein:
- Antonow An-12
- Bristol Britannia
- De Havilland DH.114 Heron
- Douglas DC-3/C-47
- Douglas DC-9
- Fokker F28
- Hawker Siddeley HS 748
- Iljuschin Il-18
- Vickers Viscount
- Vickers VC10

## Zwischenfälle
Von 1967 bis zur Betriebseinstellung 2004 kam es bei Ghana Airways zu 6 Totalschäden von Flugzeugen. Bei einem davon kam ein Mensch ums Leben. Beispiele:

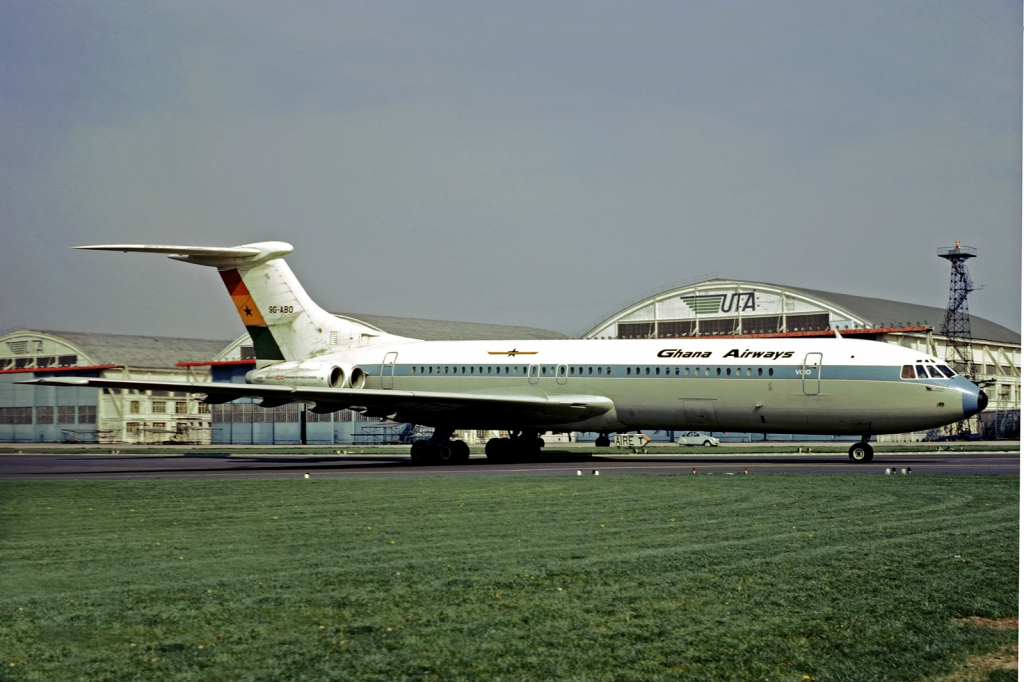
Eine Vickers VC10 der Ghana Airways, baugleich mit der am 28. Dezember 1968 zerstörten

- Am 28. Dezember 1968 wurde eine VC10 der Ghana Airways (Luftfahrzeugkennzeichen 9G-ABP) bei einem israelischen Bodenangriff auf dem Flughafen Beirut („Operation Gift“) zusammen mit 13 anderen Maschinen zerstört. Das Flugzeug war an Middle East Airlines vermietet. Personen kamen in dieser Maschine nicht zu Schaden.[4]

- Am 22. Januar 1971 schlug eine Hawker Siddeley 748-254 Srs. 2A der Ghana Airways (9G-ABW) auf dem Flughafen Accra (Ghana) bei einem Trainingsflug nach dem fehlerhaften Abstellen eines Triebwerks hart auf und wurde irreparabel beschädigt. Die drei Piloten, die einzigen Insassen, überlebten den Unfall.[5]

- Am 11. März 1981 rutschte eine Fokker F28-4000 Fellowship der Ghana Airways (9G-ACA) bei der Landung auf dem Flughafen Accra (Ghana) auf einem Trainingsflug seitlich halb von der Landebahn herunter. Die beiden Piloten, die einzigen Insassen, überlebten den Unfall. Das Flugzeug wurde irreparabel beschädigt.[6]